# Ключ 1
Ключ 1 (кит.: 一; Юнікод: U+2F00) — ієрогліфічний ключ. Один із шести, що записується однією рискою.

## Назви
- кит.: 横, héng, хен («горизонтальний» ключ).
- кор. 한일부, hanilbu, ханільбу (ключ «одиниця»)
- яп. いち, ichi, іті (ключ «одиниця»)

## Ієрогліфи
| Риски | Ієрогліфи                  |
| 0     | 一                         |
| +1    | 丁 丂 七 丄 丅 丆          |
| +2    | 万 丈 三 上 下 丌 与       |
| +3    | 不 丏 丐 丑 丒 专          |
| +4    | 且 丕 世 丘 丙 业 丛 东 丝 |
| +5    | 丞 丟 丠 両                |
| +6    | 丣 两 严                   |
| +7    | 並 丧                      |